# 연속 안타

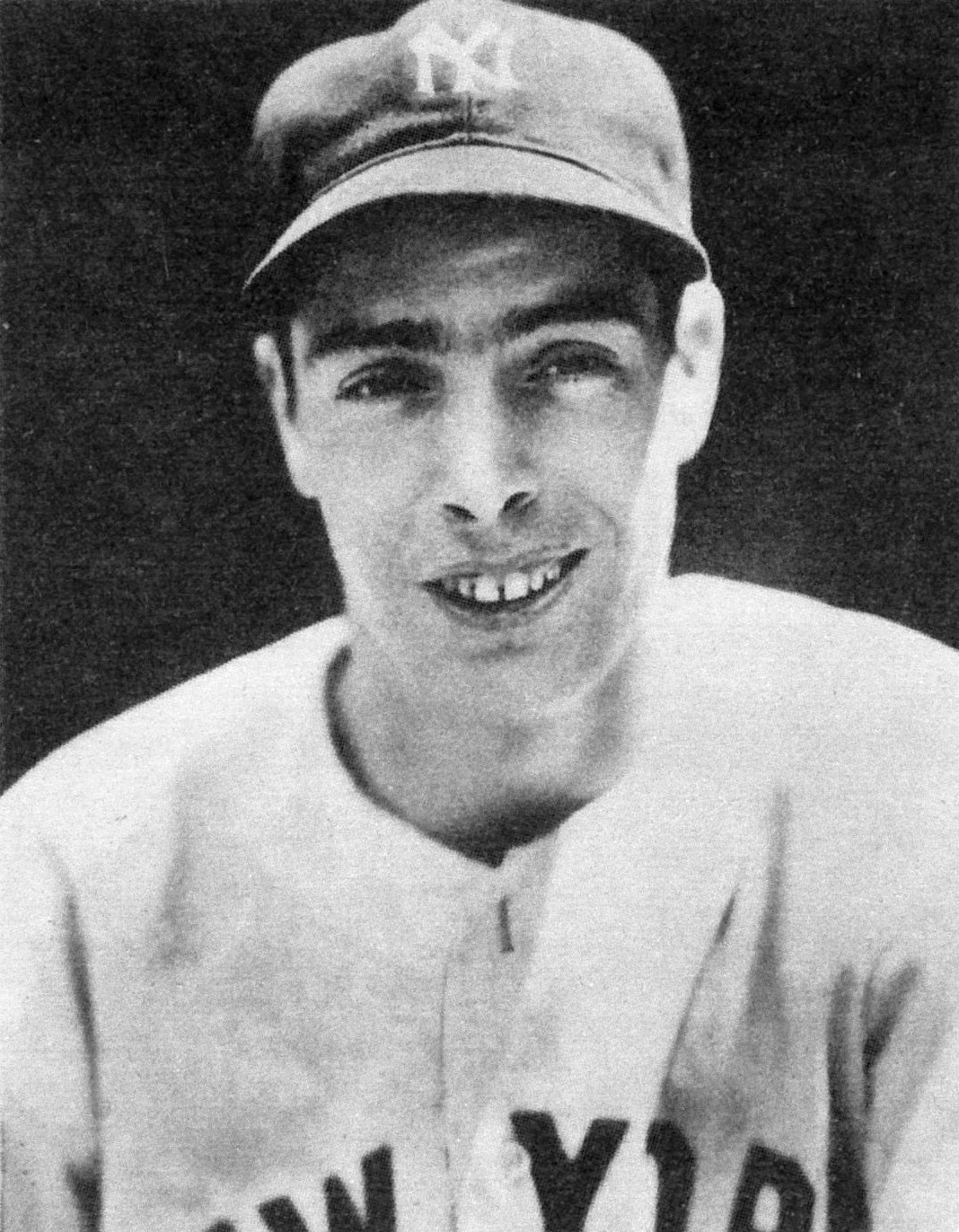
1941년 시즌 조 디마지오의 56경기 연속 안타는 메이저 리그 베이스볼 역사상 최장 기록이다.

야구에서, 연속 안타(hitting streak)는 경기에 출전한 선수가 최소한 1개의 안타를 친 경기의 연속 기록을 의미한다. 야구 규칙에 따르면, 이러한 연속 안타는 타자가 최소한 한 타석에 들어서서 안타를 만들어내지 못했다는 사실만으로 반드시 기록이 멈추지는 않는다. 예를 들어 한 경기의 전 타석에서 모두 볼넷이나 몸에 맞은 공, 타격 방해, 주루 방해, 희생 번트 등을 기록했다면 연속 안타 기록은 그대로 이어진다. 반면 안타 없이 희생플라이만 있으면 그 기록은 중단된다.
메이저 리그 베이스볼에서는 1941년 시즌 조 디마지오가 5월 15일부터 7월 17일까지 56경기 동안 기록한 연속 안타가 최장 기록이다. 이 기간 동안 디마지오는 223타석에서 .408의 타율, 91안타, 15홈런, 55타점을 기록했다.

## 같이 보기
- 타격 (야구)